# Битва при Гонзалесе
Битва при Гонзалесе (2 октября 1835 года) стала первым вооружённым конфликтом Техасской революции, первым боестолкновением восставших техасских поселенцев и подразделений мексиканской армии. Четырьмя годами раньше мексиканские власти передали поселенцам Гонзалеса небольшое орудие для защиты от частых набегов команчей. С расширением диктаторских полномочий президента Мексики Антонио Лопеса де Санта-Анны по всей стране прокатилась волна протестов со стороны федералистов. В связи с ростом смуты главнокомандующий всеми мексиканскими силами в Техасе полковник Доминго Угартечеа посчитал неразумным оставлять поселенцев в Гонзалес вооружёнными и потребовал от них сдачи оружия.
Когда его первоначальное требование было отклонено, Угартчеа послал сотню драгун для возвращения орудия, приказав им применять силу только при необходимости. Драгуны прибыли в Гонзалес 29 сентября. Колонисты попросили их дождаться возвращения местного алькальда (исп. alcalde) — главы местной администрации. В то же время они тайно отправили гонцов за помощью в соседние посёлки. Около 140 техасцев, собравшихся в течение двух дней в Гонзалесе решили не возвращать орудие. 1 октября поселенцы решили начать бой. Хотя мексиканские солдаты не предпринимали никаких враждебных шагов, исключая их попытку переправиться через реку Гуадалупе (вопреки своему обещанию не делать этого) они были атакованы техасцами утром 2 октября. После нескольких часов перестрелки мексиканцы отступили в Бехар.
Хотя битва и была незначительной по масштабам, но именно она стала поворотной вехой в отношениях между техасскими колонистами и мексиканским правительством, именно эта битва положила начало Техасской революции. Новости о битве широко разнеслись по Соединённым Штатам, где её часто называли «техасским Лексингтоном». Множество авантюристов прибыло в Техас для участия в войне.

## Предыстория
Мексиканская конституция 1824 года либерализовала иммиграционную политику, позволив иностранцам поселяться в приграничных районах, таких как Мексиканский Техас. В 1825 году американец Грин де Витт получил разрешение поселиться в 400 семьями в Мексиканском Техасе близ слияния рек Сан-Маркос и Гуадалупе и вскоре туда начали прибывать колонисты. Главным городом колонии стал Гонзалес, названный по имени Рафаэля Гонсалеса, временного губернатора Коауилы-и-Техаса, расположенном при слиянии рек Сан-Маркос и Гуадалупе. Колония часто подвергалась набегам индейцев племён каранкава, Тонкава и команчи. В июле 1826 года Гонзалес был сожжён дотла. На следующий год де Витт вступил в переговоры с каранкава и тонкава о заключении мира, но рейды команчей, собиравших дань с поселения, продолжались. Для защиты поселенцев Гонзалеса глава администрации Сан-Антонио-де-Бехара послал им шестифунтовую пушку. Историк Тимоти Тодиш описывает пушку как «малокалиберное орудие, более годное, чтобы подавать сигналы о начале скачек».
В 1830 году мексиканское правительство колебалось между сторонниками федерализма и централизма. Поскольку маятник резко сместился в сторону централизма в 1835 году федералисты в нескольких внутренних мексиканских штатах восстали против унитарного режима президента Мексики Антонио Лопеса де Санта-Анны. В июне небольшая группа техасских поселенцев использовала политические беспорядки как повод поднять смуту против таможенных пошлин (бунт в Анаунаке). Федеральное правительство ответило отправкой войск в Техас. Предусмотрительные колонисты приступили к созданию милиции, оправдывая это необходимостью своей самозащиты.
Несмотря на волнения в других областях страны, колония де Витта продолжала оставаться лояльной к централистскому правительству президента Санта-Анны. Местные лидеры запросили Собрание, чтобы определиться, за что высказывается большинство поселенцев: независимость, федерализм или сохранение существующего положения. Хотя некоторые лидеры опасались, что мексиканские власти воспримут такие собрания как шаги к бунту, к концу августа большинство общин отправили делегатов в Собрание, которое планировалось 15 октября. До этого многие общины собрали ополчения, чтобы защититься от любого возможного нападения.
10 сентября мексиканский солдат ударил дубинкой местного поселенца Джесса Маккоя, что привело к повсеместному возмущению и протестам В условиях сохранявшегося напряжения, мексиканские власти посчитали опасным оставлять колонистов вооружёнными. Полковник Доминго Угартечеа, командир самого многочисленного гарнизона в Техасе, послал капрала и пятерых рядовых возвратить орудие, которое до этого было передано колонистам. Большинство поселенцев посчитало, что мексиканские власти ищут повод, чтобы оправдать нападение на город и разгон ополчения. На городском собрании трое граждан проголосовали за то, чтобы отдать оружие мексиканцам, чтобы избежать нападения, но остальные, включая алькальда Эндрю Понтона, выступили против. В соответствии с историком Стефаном Хардином: «Орудие стало символом чести и сплочённости. Горожане Гонзалеса не собирались сдавать оружие перед лицом растущей угрозы». Солдаты Угартчеа были выпровожены из города без орудия.

## Прелюдия
Понтон опасался, что Угартчеа отправит большой отряд, чтобы захватить орудие. Как только первая группа солдат вышла из Гонзалеса, Понтон отправил гонца за помощью в ближайший город Бастроп. Вскоре дошла весть, что 300 человек идут к Гонзалесу. Стефан Остин, один из наиболее уважаемых людей в Техасе и де-факто лидер поселенцев, разослал  гонцов, чтобы предупредить местные общины о складывающейся ситуации. Остин предупредил техасцев оставаться в обороне, поскольку любые неспровоцированные атаки на мексиканские силы могут ограничить поддержку, которую техасцы могут получить от Соединенных Штатов, в случае официального начала войны. В ответ Угартчеа отправил сотню драгун под командой Франциско де Кастаньеда, отдав им приказ вернуть орудие..
27 сентября 1835 года мексиканская конница вышла из Бехара. Они везли с собой официальный приказ для Эндрю Понтона, алькальда города Гонзалес — сдать орудие. Кастаньеда получил инструкции: избегать применения силы, если это возможно. Когда мексиканцы 29 сентября подошли к Гонзалесу, колонисты убрали паром и все лодки с берега реки Гуадалупе, оставив драгун без переправы. 18 техасцев под командой капитана Альберта Мартина ожидали мексиканцев на восточном берегу реки. Они разрешили Кастаньеде отправить только одного солдата через реку, чтобы передать алькальду послание. После прочтения письма Мартин заявил солдату, что алькальда нет в городе и мексиканский отряд должен пребывать на западном берегу реки до его возвращения.
Так как у людей Кастаньеды не было переправы через реку с быстрым течением, они заняли высоту в 300 ярдах (270 метрах) от реки и разбили лагерь. Тем временем Мартин послал троих своих людей закопать орудие. Другие техасцы разъехались за подмогой в ближайшие посёлки. Техасцы начали собираться в Гонзалесе. Вскоре прибыло подкрепление из Файета и Колумбуса. Они заявили о своём праве выбрать собственного капитана, о том, что это лучше, чем постоянно докладывать Мартину. Техасские ополченцы сообща выбрали себе командиров. Ими стали Джон Генри Мур из Файета — командир, и два поселенца из Колумбуса — Джозеф Вашингтон Элиот Уоллес и Эдвард Берлесон. Они заняли посты первого и второго заместителя командира.

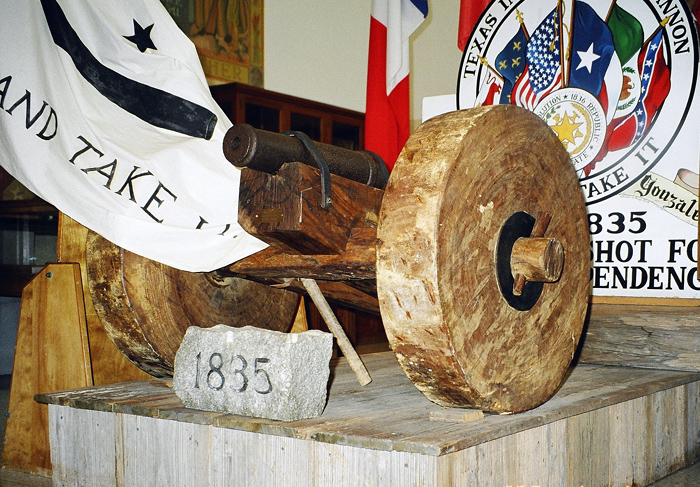
Пушка «Приди и возьми это» на восстановленном лафете.

Один из постоянных жителей Гонзалеса, доктор Ланселот Смитер, ездил по делам в Бехар. Узнав об отправке людей полковником Угартечеа для возвращения орудия, Смитер поспешил к Угартчеа с просьбой не предпринимать враждебных действий. Полковник попросил его убедить колонистов подчиниться приказам Кастаньеды и послал Смитера в Бехар с эскортом из нескольких солдат. Когда 1 октября Смитер явился к Кастаньеде, тот просил его сообщить техасцам, что мексиканские солдаты не стремятся к конфликту. Смитер отправился к капитану Мэтью Калдвеллу по прозвищу «Старая краска», заявив ему, что мексиканцы не тронут колонистов, если те мирно вернут орудие. Калдвелл велел Смитеру вернуться в мексиканский лагерь и пригласить Кастаньеду следующим утром явиться в Гонзалес для обсуждения вопроса.
В это время Мур собрал военный совет. Несмотря на отсутствие действий по захвату орудия силой со стороны мексиканцев, участники совета проголосовали за открытие военных действий. Они проделали весь путь в Гонзалес верхом не для того, чтобы просто разойтись по домам. Историкам неизвестно, был ли совет осведомлён, что Калдвелл обещал Кастаньеде безопасный проезд в Гонзалес следующим утром. Техасцы откопали орудие и водрузили его на колёсный лафет. У них не было ядер, в качестве зарядов они собрали железный лом. Местный священник-методист прочёл проповедь и благословил их деятельность, во время проповеди он часто обращался к теме Американской революции.
В то время как техасцы составляли планы атаки, индеец из племени коушатта доложил мексиканцам, что 140 человек собрались в Гонзалесе и ещё ожидается подкрепление. Кастаньеда и его люди свернули лагерь и принялись за поиски безопасного брода через реку. С наступлением ночи они разбили лагерь на 7 миль (11 км) выше по течению от их прежней позиции.

## Битва
Техасцы заново установили паром через реку и около 7 вечера начали переправляться. Меньше половины их было верхом, что замедляло движение отряда. Техасцы напали на след мексиканских солдат. Однако в полночь выпал густой туман, который замедлил движение техасцев. Они достигли нового мексиканского лагеря в 3 часа ночи. Собака мексиканцев подняла лай при их приближении, разбудив тем самым своих хозяев. Мексиканцы подняли тревогу и открыли огонь. Техасские лошади перепугались и понеслись прочь от шума стрельбы, одному техасцу разбили нос. Мур и его люди спрятались за стволы деревьев, ожидая пока мексиканцы успокоятся. Несколько техасцев пробрались на ближайшее поле и укрылись в зарослях арбузов.
Благодаря темноте и туману мексиканцы не могли оценить численность вражеского отряда, окружившего их. Они отступили на 300 ярдов (270 м) к ближайшему обрыву. Разъярённый тем, что техасцы нарушили слово, Кастаньеда приказал взять Смитера под стражу. Около 6 утра техасцы неожиданно выскочили из-за деревьев и открыли огонь по мексиканским солдатам. Кастаньеда приказал лейтенанту Грегорио Пересу с 40 верховыми атаковать техасцев. Техасцы отступили назад за деревья, их шеренга дала залп, ранив одного мексиканского рядового. Лишённые возможности маневрировать среди деревьев, мексиканские наездники вернулись к обрыву.
Как только туман начал рассеиваться, Кастаньеда послал Смитера с предложением провести встречу между двумя командирами. Смитер был немедля арестован техасцами, которые подозрительно отнеслись к его присутствию среди мексиканцев. Тем не менее, Мур согласился встретиться с Кастаньедой и объяснил, что его сторонники более не признают централистское правительство Санта-Анны и что они останутся верны конституции 1824 года, ныне упразднённой Санта-Анной. Кастаньеда сообщил, что он разделяет убеждения федералистов, но служебный долг обязывает его подчиняться приказам. Закончив переговоры, оба командира разошлись по своим лагерям.
По возвращении Мура техасцы подняли белый самодельный флаг с изображением чёрного пушечного ствола в центре и со словами «Приди и возьми это» (англ. Come & Take It). Флаг напоминал флаг Американской революции со змеёй и надписью "Не наступай на меня". Затем они выстрелили из пушки по мексиканскому лагерю. Полагая, что численность и вооружение противника неизвестны, Кастаньеда повёл свои войска обратно в Бехар. Мексиканские войска отступили, до того как техасцы успели зарядить орудие для второго выстрела. В своём рапорте полковнику Угартчеа Кастаньеда написал: «Следуя приказам Вашей Светлости, я отступил без урона чести мексиканского оружия».

## После битвы
По итогам битвы мексиканцы, предположительно, потеряли двух человек убитыми в результате ружейного и пушечного залпов. Один из техассцев разбил нос, упав с лошади, это был единственный ущерб, понесённый техассцами в ходе боестолкновения.  Хотя Дэвис охарактеризовал бой как «незначительную стычку, в которой ни одна сторона не стала сражаться», техассцы вскоре объявили о победе над мексиканскими войсками. Несмотря на минимальный масштаб военного столкновения, историк Хардин утверждал, что: «политическое значение битвы было безмерным». Много техасцев перешла к вооружённому противостоянию с мексиканской армией, и они более не желали возвращаться к прежнему, нейтральному отношению к правительству Санта-Анны. Двумя днями позже уважаемый лидер техасцев  Стефен Ф. Остин написал комитету общественной безопасности Сан-Фелипе: «Война объявлена — общественное мнение направлено против военного деспотизма. Кампания начата». Новости о стычке, первоначально называемой битвой у Уильямс-плейс, широко разнеслись по всем Соединённым Штатам, вдохновляя многих авантюристов приехать в Техас и принять участие в войне с Мексикой. Газеты называли конфликт «техасским Лексингтоном». Так же, как битвы под Лексингтоном и Конкордом положили начало Американской революции, стычка под Гонзалесом положила начало Техасской революции.
До официального начала вооружённого конфликта в Гонзалесе Санта-Анна предпринял шаги, которые, по его мнению, сохранили бы спокойствие в Техасе. Он отправил своего зятя генерала Мартина Перфекто де Коса с инструкцией: «Подавлять сильной рукой всех, кто, забывая свой долг перед нацией, принявшей их как своих детей, стремятся жить по своим собственным правилам, без подчинения законам». 20 сентября Кос вышел из Копано Бэй с полутысячей солдат и 2 октября прибыл в Голиад. Как только он узнал о техасской победе в Гонзалесе, он заторопился в Бехар. 5 октября с основной массой солдат Кос вышел из Голиада.
Гонзалес стал пунктом сбора всех техасцев, настроенных против политики Санта-Анны. 11 октября они единогласно избрали своим командиром Остина, первого импресарио Техаса, несмотря на отсутствие у него военного образования. На следующий день Остин возглавил людей в их марше на Бехар, намереваясь осадить там войска Коса.
Стефан Остин заявил:

 Один дух и одна цель оживляют людей этой части страны, а именно — захватить Бехар и изгнать военных из Техаса. ...Объединённые усилия всего Техаса скоро освободят нашу землю от военного деспотизма — тогда мы должны будем обрести мир, потому что у нынешнего правительства Мексики слишком много дел дома... чтобы послать ещё одну армию в Техас.
Оригинальный текст (англ.)
One spirit and one purpose animates the people of this party of the country, and that is to take Bexar, and drive the military out of Texas. ...A combined effort of all Texas would soon free our soil of Military despots—we should then have peace, for the present Government of Mexico have too much to do at home... to send another army to Texas.
— 
К концу года техасцы вынудили все мексиканские войска покинуть Техас.
Судьба орудия, находившегося в Гонзалесе, неизвестна. Многие полагают, что оно было снято с лафета и перевезено под Бехар, для участия в осаде, начатой Остином. По слухам, когда деревянные оси повозки задымились, конвоиры бросили орудие, спрятав его в окрестностях Гонзалеса. Во время июньского наводнения 1836 года у Гонзалеса потоки воды открыли небольшую железную пушку. Ни один человек не знал, откуда взялось это орудие, и следующие 32 года оно простояло в гонзалесском почтовом офисе. После этого оно несколько раз меняло хозяев и в 1979 году его приобрёл доктор Патрик Вагнер. Он полагал, что это орудие похоже на то, которое использовалось в стычке 1836 года согласно записям того времени, сделанных кузнецом Гонзалеса Ноем Смитвиком. Вагнер предпринял расширенные поиски. Куратор военной истории Смитсоновского института подтвердил, что пушка Вагнера есть обычный тип малоразмерных вертлюжных пушек, используемых в Америке в 1836 году. Лаборатория консервации Техасского университета подтвердила, что пушка длительное время лежала в сырой земле. Однако историки, в частности Томас Риск Линдлей, полагают, что в счёте Смитвика указана не пушка Вагнера. Пушка доктора Вагнера была сделана из железа, калибр её был меньше, чем 6 фунтов. Историки считают более вероятным то, что пушку из Гонзалеса забрали в Аламо, где она и была захвачена мексиканскими войсками в марте 1836 года. Возможно, она была расплавлена вместе с остальными орудиями при отступлении мексиканской армии.
Битва при Гонзалесе воспроизводится каждый октябрь во время праздничных дней, проходящих в Гонзалесе и называемых: «Приди и возьми это» (англ. Come and Take It Days). В самом городе и его окрестностях установлены 9 техасских исторических вех, увековечивающих различные позиции войск перед битвой.

## Комментарии
1. ↑  Бой у городка Лексингтон, Массачусетс, между британской армией и американскими ополченцами, произошедший 19 апреля 1775 года. Считается, что именно это боестолкновение послужило началом Американской революции.
2. ↑  Историк Уильям Дэвис считает, что это сделал Джозеф Д. Клементс, а не Мартин. И Дэвис и Хардин согласны, что Мартин и Клементс входили в эту группу, позднее получившую название Old Eighteen. (Davis (2006), p 139.)